# El Almi Daoudi
Pour les articles homonymes, voir Daoudi.
El Almi Daoudi (en arabe : الامين داوودي) est un footballeur algérien né le 26 septembre 1985 à Tébessa. Il évolue au poste de milieu gauche.

## Biographie
El Almi Daoudi évolue en première division algérienne avec les clubs de l'AS Khroub, du MC Alger, du MC El Eulma, et enfin du CRB Aïn Fakroun. Il dispute un total de 148 matchs en première division, inscrivant 14 buts.
Lors de la saison 2009-2010, il se met en évidence avec l'AS Khroub, en marquant huit buts en championnat. Il est l'auteur d'un doublé le 22 mai 2010, lors de la réception du MC Oran, permettant à son équipe de l'emporter 2-1.
Il participe à la Ligue des champions d'Afrique en 2011 avec le MC Alger (huit matchs joués).